# Oliver Paynie Pearson
Oliver Payne Pearson (Filadelfia, 21 de octubre de 1915-Walnut Creek, California, 4 de marzo de 2003) fue un zoólogo y etólogo estadounidense, especializado en investigaciones de campo sobre pequeños mamíferos.
Obtuvo la licenciatura en el Swarthmore College en 1939 y el doctorado en la Universidad de Harvard en 1947, año en el que comenzó a trabajar en la Universidad de California en Berkeley.
En 1937 viajó a Panamá desde donde pasó a Perú en 1938, y luego a otros países de la región.
Fue director de la Sociedad Americana de Mamiferólogos desde 1952 hasta 1990.
Contrajo matrimonio con Anita Kelley en 1944.
Se estableció en Argentina, desde 1953. Dictó un famoso curso de Ecología en la Universidad de Buenos Aires en 1964-1965.
A partir de 1978 se dedicó al trabajo de campo y con su esposa, visitaba regularmente la Patagonia.
En el 2000 recibió un doctorado honoris causa de la Universidad de la Plata.

## Abreviatura (zoología)
La abreviatura Pearson  se emplea para indicar a Oliver Paynie Pearson como autoridad en la descripción y taxonomía en zoología.

- Datos: Q2275751
- Especies: Oliver Payne Pearson